# Koller Galéria
A Koller Galéria Magyarország legrégebben folyamatosan működő magángalériája, melyet 1953-ban alapítottak és Budapesten, a várnegyedben található. Kiállítótermei három szinten helyezkednek el. A tetőtérben Amerigo Tot, a híres magyar művész emlékszobája található.

## A galéria története
A galérista, Koller György (1923-1996) először a Rézkarcoló Művészek Alkotóközösségét (RMAK) hozta létre 1953-ban. A minőség iránt támasztott magas igényei és a művek autentitása révén e közösség hamarosan fogalommá vált a magyar művészeti életben, illetve a műkereskedelemben. Ehhez még hozzájárult az is, hogy a művészek a RMAK révén szabadabban alkothattak és sokkal több személyes támogatásban volt részük, mint az állami oldalról. 1980-ban végül is Amerigo Tot olasz-magyar művész műteremházában megnyithatta kapuit Magyarország első magángalériája. Ezután a Koller Galéria engedélyt kapott grafikai munkák mellett szobrok, kisplasztikák és festmények forgalmazására is. 1984-ben létrehozott a Magyar Nemzeti Galériában egy bemutató- és értékesítési helyiséget, ami az állami intézményekkel történő kooperációt erősítette.
Emellett kiállítótermek nyíltak a Petőfi Sándor utcában és a budai Hilton Szállóban, ami lehetővé tette, hogy a művészet egy szélesebb közönséghez eljuthasson. Mindemellett a galéria kiállítások szervezésével a kortárs magyar művészet hírnevét külföldön terjesztette. Így juthattak például Kass János művei Londonba, Varga Imre alkotásai Velencébe, Bécsbe, Bázelba és Párizsba, ill. Melocco Miklós munkái Hamburgba.

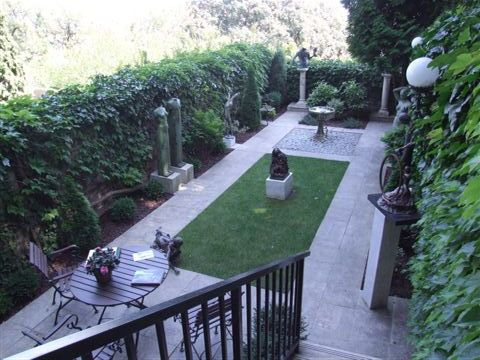
A galéria szoborkertje

A galéria hatvan fős művészgárdáját korábban olyan nevek és életművek fémjelezték, mint Amerigo Tot, Barcsay Jenő, Borsos Miklós, Glatz Oszkár, Iván Szilárd, Molnár C. Pál, Szalay Lajos, Szőnyi István, később Almásy Aladár, Galambos Tamás, Gerzson Pál, Gross Arnold, Gyulai Líviusz, Kass János, Kiss Tibor, Melocco Miklós, Patay László, Szász Endre, Varga Imre, Váró Márton. 1997-től a Magyar Művészeti Akadémia minden évben a kortárs magyar művészet két vagy három alkotójának a Koller Edit által alapított Koller-díjat adja át.
Koller György 1996-ban elhunyt. 2006-ban unokája átvette a galéria vezetését. A galéria hivatása magyar és nemzetközi kortárs és modern művészet képviselete.

## Képviselt művészek
A galéria alapítása óta kortárs művészeket képvisel, elsősorban rézkarcolókat és grafikusokat. Tradícióihoz híven olyan művészeket reprezentál, mint például Borsos Miklós, Szalay Lajos, Kass János, Szabó Vladimir és Hincz Gyula. A Koller Galéria modern és kortárs szobrászokat is képvisel mint pl. Borsos Miklós, Varga Imre, Melocco Miklós és Párkányi Péter. Modern és kortárs festők is (mint pl. Szőnyi István, Csók István, Pór Bertalan, Mácsai István, Szenteleki Gábor és Incze Mózes) a galéria kínálatába tartoznak.
A galéria profilbővítése révén értékbecslésre is lehetőség nyílik, illetve műgyűjtők számára tanácsadásra.

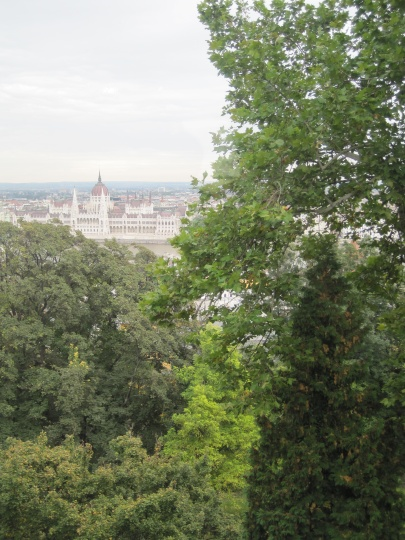
Kilátás a Parlamentre a harmadik szintről

## Amerigo Tot emlékszoba
A Koller Galéria a magyar-olasz szobrászművész, Amerigo Tot egykori műteremházában található, ahol a művész tiszteletére egy állandó emlékszoba létesült.